# Віорел Рус
Віорел Рус (14 листопада 1952) — румунський ватерполіст.
Учасник Олімпійських Ігор 1972, 1976, 1980 років.